# Encargos de Serviços do Sistema
O ESS - Encargos de Serviços do Sistema é um encargo setorial que representa o custo incorrido para manter a confiabilidade e a estabilidade do Sistema Interligado Nacional para o atendimento do consumo de energia elétrica no Brasil.
A apuração da indicação de pagamento desse encargo é feito pelo ONS e o custo é calculado mensalmente pela CCEE. Ele é pago pelos agentes da categoria consumo aos agentes de geração. A maior parte desse encargo diz respeito ao pagamento para geradores que receberam ordem de despacho do ONS, para atendimento a restrições de transmissão.
Sua gestão fica a cargo da CCEE - Câmara de Comercialização de Energia Elétrica, que atualmente substitui o MAE - Mercado Atacadista de Energia.
Com base no que dispõe o art.18 do Decreto nº 2655, de 2 de julho de 1998, a ANEEL homologou as Regras de Mercado relativas aos Encargos de Serviços do Sistema – ESS, através da Resolução nº 290, de 4 de agosto de 2000.